# Нігове
Нігове (нід. Niehove) — село в нідерландській провінції Гронінген. Входить до муніципалітету Вестерквартір.
Його площа становить 0,30км², а населення станом на 2021 рік складало 130 осіб.
Поселення на місці сучасного Нігове існувало щонайменше з 2 сторіччя до нашої ери.

## Галерея

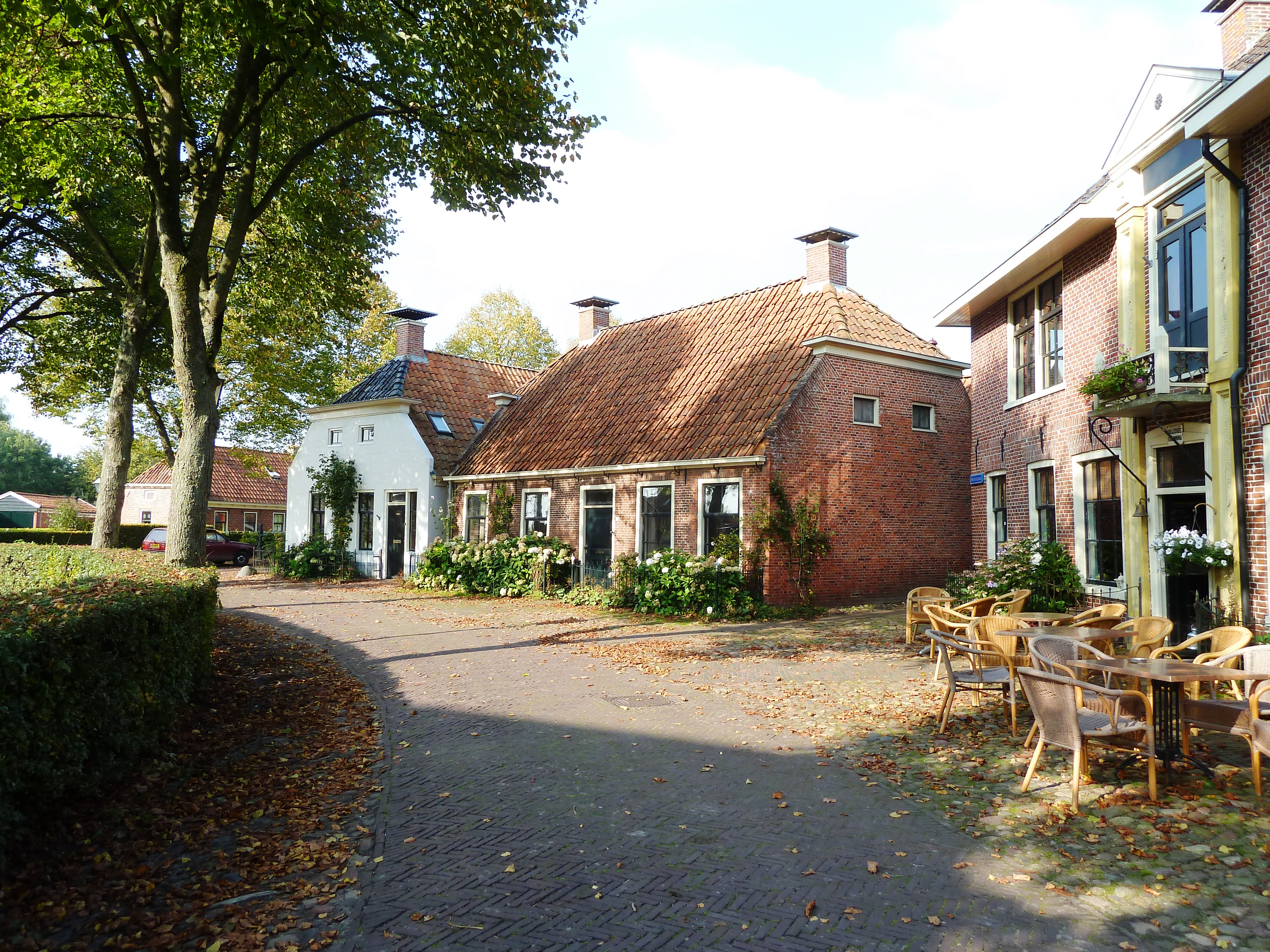
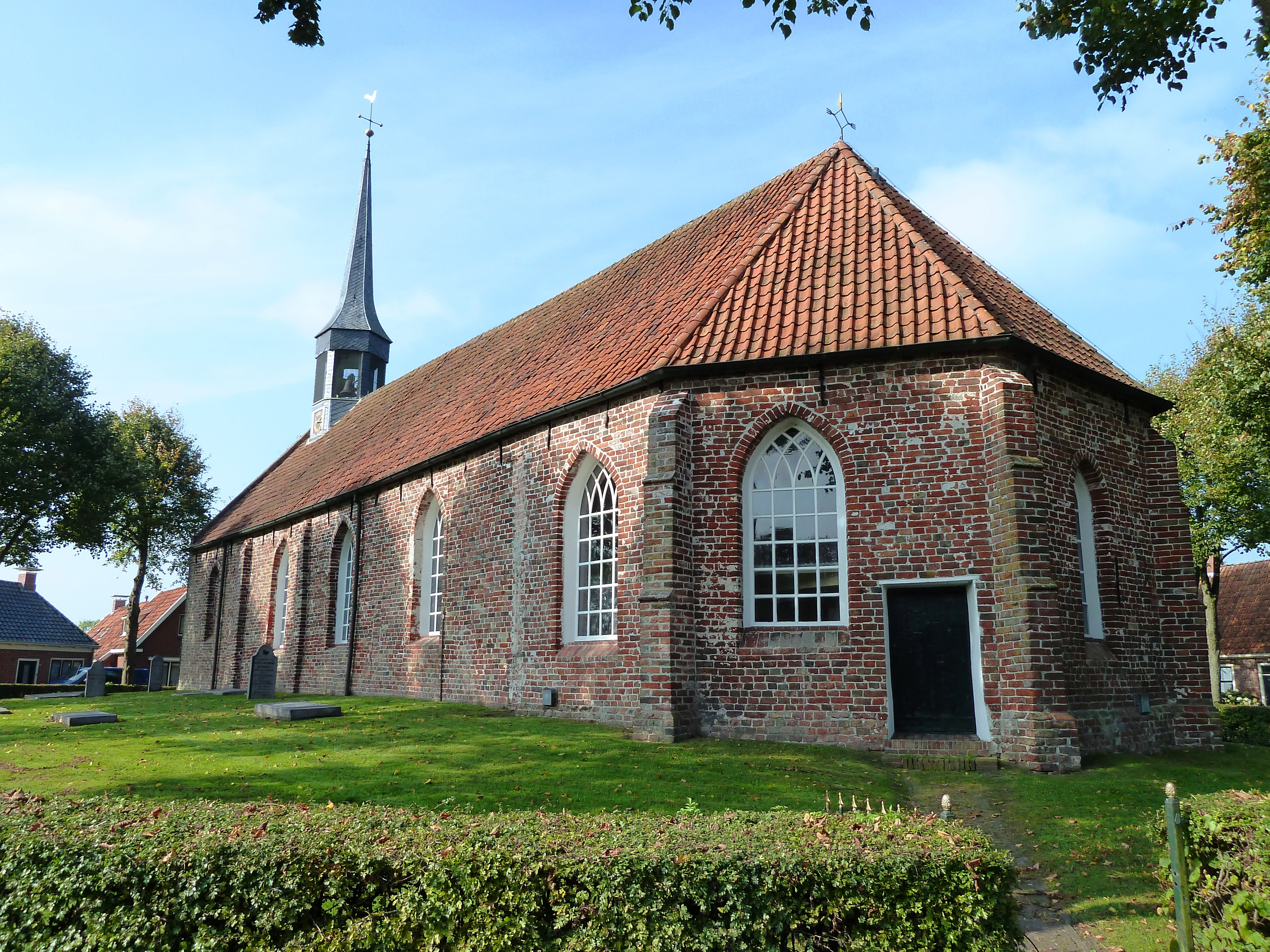
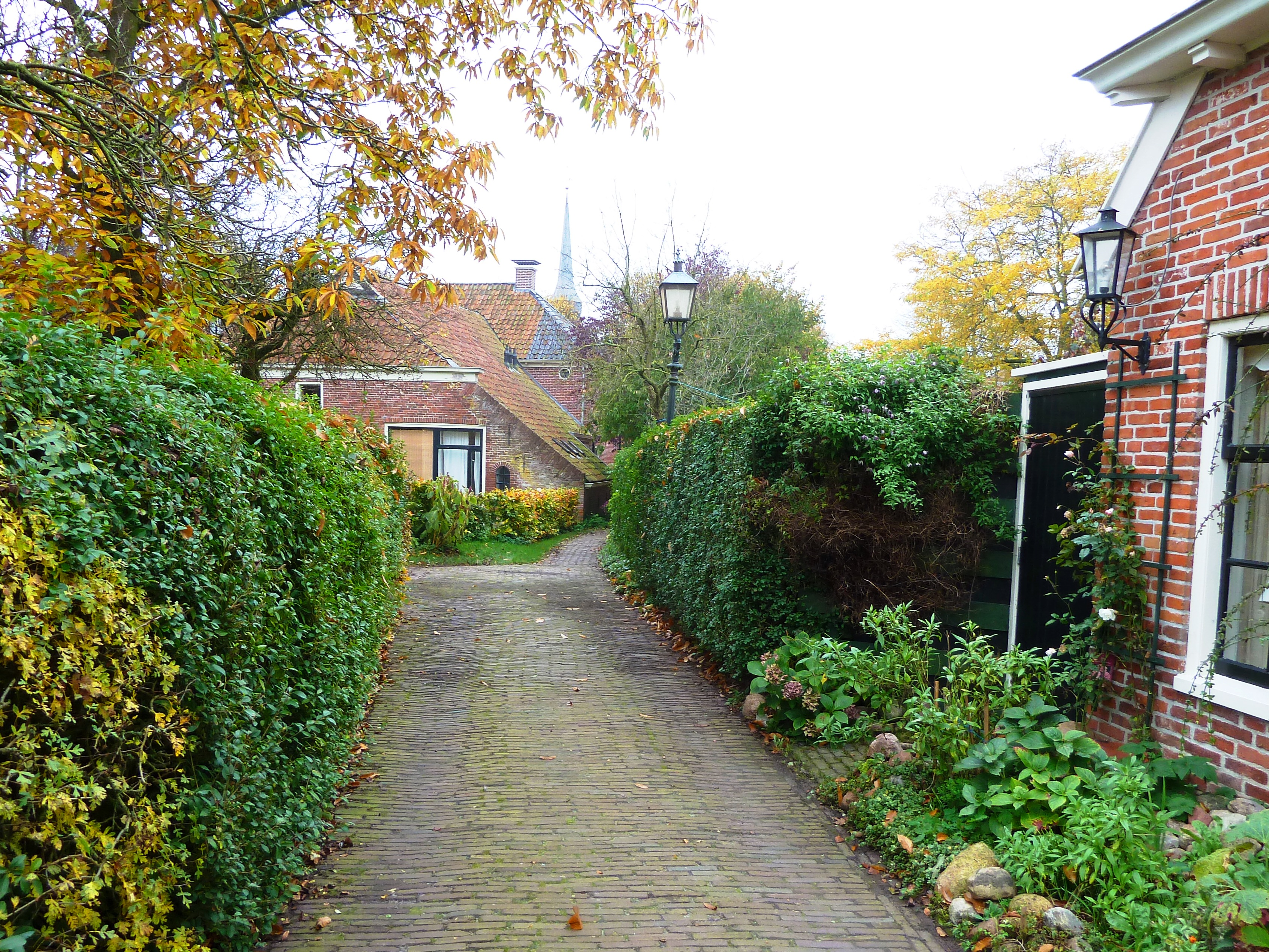
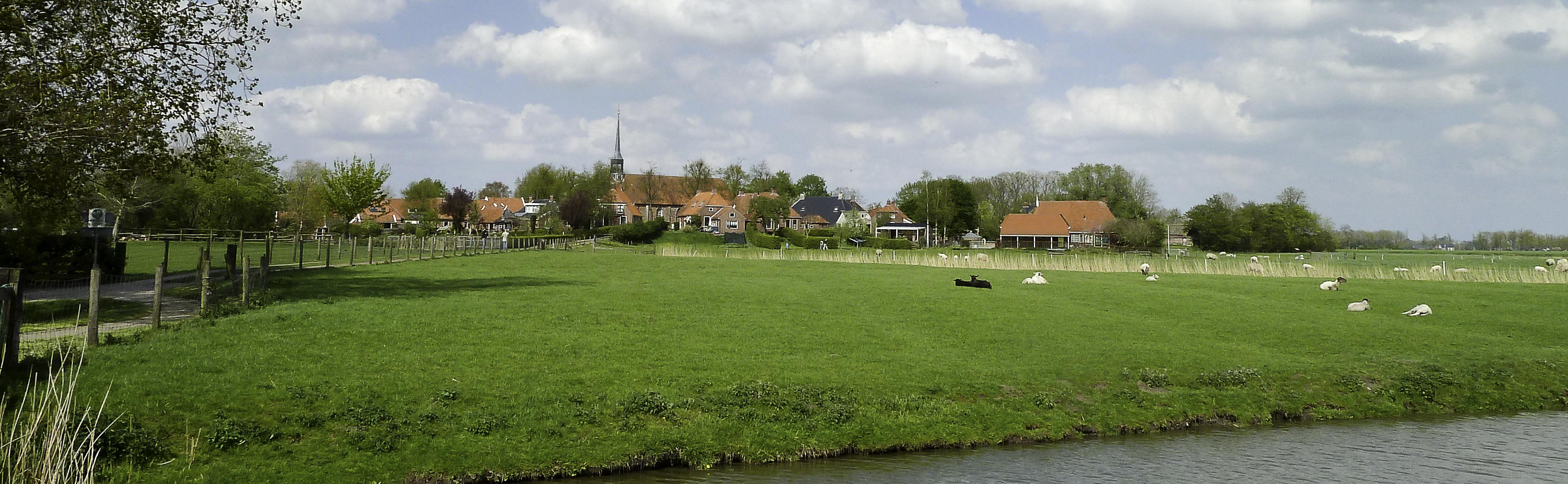